# Vladimir Burliuk
Vladimir Burliuk (em ucraniano Володимир Давидович Бурлюк, em russo Владимир Давидович Бурлюк; Kharkiv, 15 de março jul. / 27 de março de 1886 greg. – Salônica, 1917) foi um artista e ilustrador ucraniano, irmão do também artista David Burliuk.

## Carreira
Vladimir e o seu irmão David trabalharam conjuntamente. Em 1902 estabeleceram-se em Munique, onde estudaram arte, travando relação com Wassily Kandinsky, por mediação do qual participaram na primeira exposição de Der Blaue Reiter em 1911. Na Rússia trabalharam com Natalia Goncharova e Mikhail Larionov, num estilo primitivista, expondo com o grupo Valete de Diamantes em 1910. Com o seu outro irmão, Nikolai, e o poeta Maiakovski, foram os criadores do futurismo russo. Morreu na Primeira Guerra Mundial com 31 anos de idade.

## Galeria

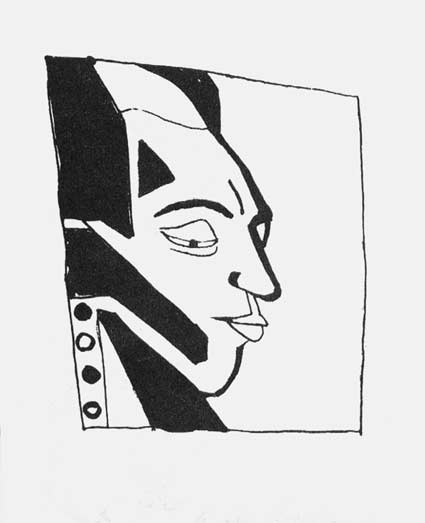
Retrato de Vladimir Burliuk realizado por Velimir Khlebnikov em 1913.
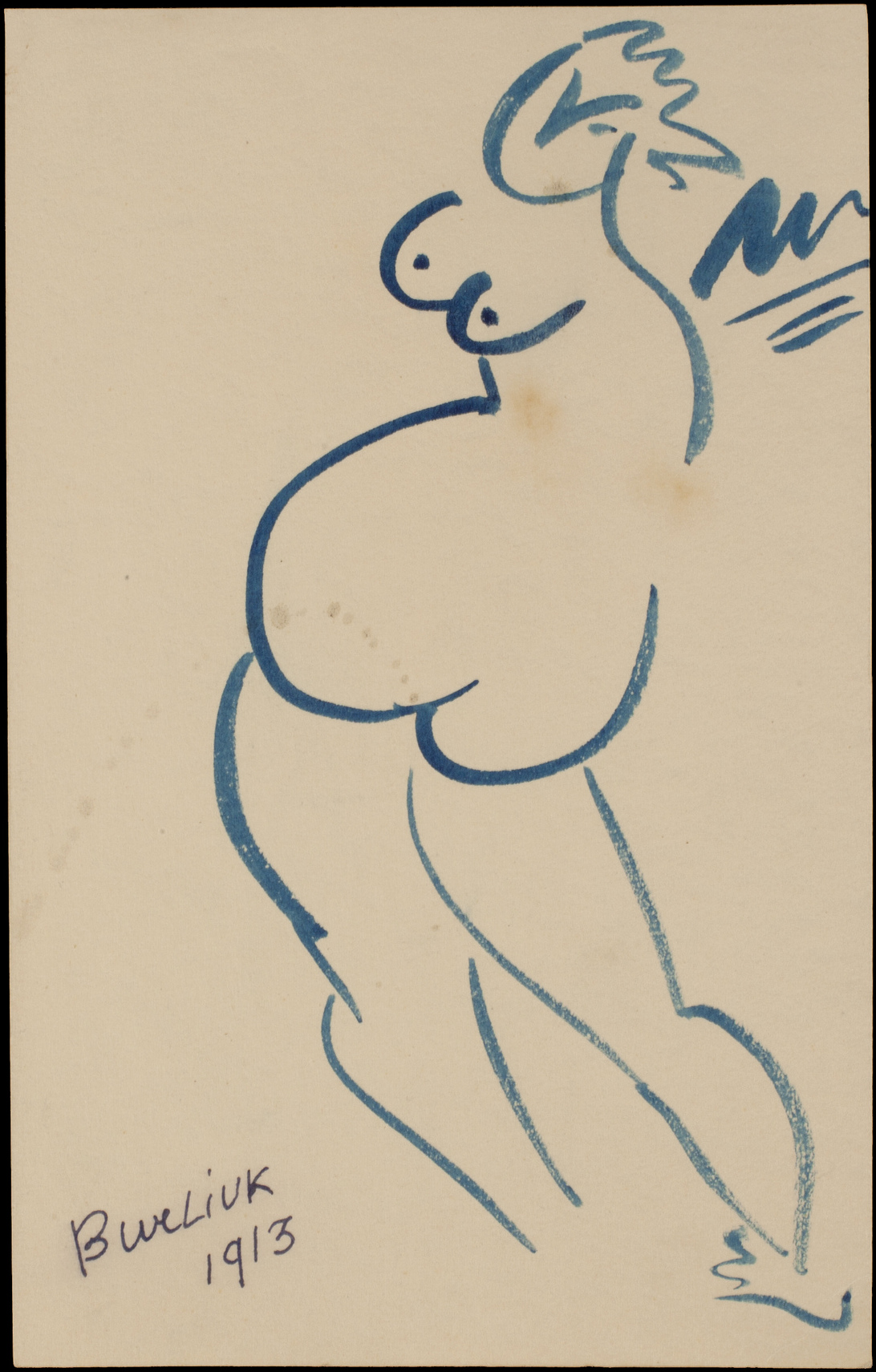
Vladimir Burliuk, Femme Figure (1913), Centro M.T. Abraham de Artes Visuais